# ماتيوس فيراز
ماتيوس فيراز (بالبرتغالية: Matheus Ferraz) (مواليد 12 فبراير 1985)، هو لاعب كرة قدم كان يلعب كمدافع.

## وصلات خارجية
- ماتيوس فيراز على موقع رابطة كرة القدم اليابانية للمحترفين (اليابانية)
- ماتيوس فيراز على موقع قاعدة بيانات كرة القدم.إي يو (الإنجليزية)
- ماتيوس فيراز على موقع Soccerway.com (الإنجليزية)
- ماتيوس فيراز على موقع عالم كرة القدم.نت (الإنجليزية)